# Adelhida Talbot, Duquesa de Shrewsbury
Adelhida Talbot, também chamada de Adelaide (nascida Paleotti; 1660 ou 1680 – Shropshire, 29 de junho de 1726) foi uma nobre e cortesã italiana naturalizada britânica. Ela foi duquesa de Shrewsbury como esposa de Charles Talbot, 1.° Duque de Shrewsbury. Foi dama de companhia da futura rainha Carolina de Brandemburgo-Ansbach, de 1714 a 1726.

## Família
Adelhida era filha de Andrea Paleotti, Marquês de Paleotti, de Bolonha,e de sua esposa, Maria Cristina Dudley.
A sua mãe era filha de Carlo Dudley, que era filho do explorador Robert Dudley e de sua amante, Douglas Sheffield. Adelhida, portanto, descendia de Roberto Dudley, 1.º Conde de Leicester, o favorito da rainha Isabel I de Inglaterra.

## Biografia
O seu primeiro casamento (ou talvez apenas caso amoroso) foi com um nobre italiano, o conde Roffeni, que estava a serviço da rainha Cristina da Suécia.
Quando, na Itália, ela conheceu o duque de Shrewsbury, que também era conde de Waterford no Pariato da Irlanda, ela já estava, aparentemente, viúva. Segundo ele, ele a converteu ao Protestantismo ao emprestar-lhe uma Bíblia. Ela teria se convertido antes do casamento. O duque era filho de Francis Talbot, 11. Conde de Shrewsbury e de sua segunda esposa, Anna Maria Brudenell.
Ela se casou com o duque no dia 20 de agosto ou setembro de 1705, na cidade alemã de Augsburgo. Ele contou sobre o casamento apenas aos amigos mais próximos, dizendo que ele sabia que a circunstância de que a esposa era "estrangeira e sem fortuna" provocaria críticas. Em uma carta que Charles escreveu para Robert Harley, 1.° Conde de Oxford e Mortimer, ele diz estar convencido de que Adelhida será "não apenas uma boa esposa, mas também uma boa protestante". Em 23 de janeiro de 1706, foi promulgado um Ato pelo Parlamento que permitiu que a duquesa se naturalizasse. 
Após o casal retornar à Grã-Bretanha, a duquesa de Shrewsbury se tornou bem conhecida nos círculos sociais londrinos, e foi favorecida pela rainha Ana, de quem Adelhida se compadeceu após a morte do príncipe Jorge da Dinamarca, consorte da monarca, dizendo: "Oh, minha pobre Rainha, eu posso ver o quanto você sente falta de seu querido marido."
Ela sempre foi vista com ignorância pelos nobres, devido a sua antiga religião e por ser estrangeira, tendo sido chamada de "ignorante", "volúvel" e "grosseira", e foi, até mesmo, descrita como a "praga constante" na vida do marido, por Dartmouth, além do "motivo real de sua morte".
A extravagante duquesa também fez muito sucesso com o sucessor de Ana, o rei Jorge I, o que levou as pessoas a dizerem que ela "rivalizava a Madame Killmansack". O rei nomeou-a Senhora da Câmara de Carolina de Ansbach, a então princesa de Gales. A situação causou ciúmes em outras damas da corte, inclusive na escritora Mary Wortley Montagu, que satirizou a duquesa em "Roxana", um de seus "Éclogas da Cidade" (Town Eclogues). Já Sarah Churchill, Duquesa de Marlborough, que havia sido favorita da rainha Ana no passado, e que pertencia a um partido político diferente do de Adelhida, fez comentários sobre o comportamento 'lascivo" da duquesa. Também foi sugerido que ela teve um caso Charles Mohun, 4.° Barão Mohun de Okehampton, um mulherengo conhecido.
A duquesa de Shrewsbury encantou os franceses durante um visita oficial em Paris, feita pelo marido, no ínicio do ano de 1713. Louis de Rouvroy, duque de Saint-Simon, achava que a sua excentricidade beirava à loucura, entretanto, ele concordou com as críticas dela em relação ao extremo das modas das moças francesas, e elogiou o penteado de cabelo simples e prático que ela transformou em moda.
De 1723 a 1726, Adelhida foi a benfeitora de seu compatriota, o médico Antonio Cocchi, de Florença.
O casal não teve filhos. Portanto, quando o duque de Shrewsbury morreu em 1718, o título foi extinto. Já o condado de Shrewsbury passou para um primo, Gilbert Talbot. A duquesa viúva faleceu oito anos mais tarde, em 29 de junho de 1726.

## Legado
Adelhida é tema de um poema intitulado The Ambassadress's Speech: The Br[iti]sh Embassadress's Speech to the French King, de 1713. Nele, a embaixatriz é a duquesa que avisa o rei Luís XIV de França que a rainha Ana está estabelecendo as bases para a restauração de Jaime Francisco Eduardo Stuart, ao assegurar uma paz ruinosa e selecionar ministros traidores, particularmente Oxford. O poema foi muito disseminado nas formas de manuscrito e impressão. No dia 23 de março de 1713, Jonathan Swift escreveu:
"Aqui está a calúnia em verso mais maldita que já foi publicada, que jamais foi vista, chamada The Ambassadress; é muito tedioso também. Foi impresso de 3 ou 4 formas diferentes, & é entregue por aí, mas não vendido; abusa a rainha - horrivelmente".